# Benoîte Groult
Benoîte Marie Rose-Nicole Groult (París, 31 de enero de 1920-Hyères, 20 de junio de 2016) fue una periodista, escritora y activista feminista francesa.

## Biografía
Nació el 31 de enero de 1920 en París, fue la hija del diseñador de muebles André Groult (1884-1966), reconocido en la década de 1930, y de Nicole Poiret (1887-1967), diseñadora de moda, hermana del diseñador Paul Poiret. Se crio en la clase alta parisina.
Durante su infancia era llamada Rosie. Su hermana menor, Flora Groult, fue escritora también. Obtuvo una licenciatura en Letras por La Sorbona y al comienzo de su carrera enseñó en Cours Bossuet.
Después de finalizar sus estudios trabajó como periodista para la televisión en el Journal de la Radiodiffusion Française (RDF) desde la Liberación y permaneció hasta 1953.
Desde la infancia, cultivó el gusto por la escritura pero fue a la mediana edad en que se lanzó a la escena literaria, primero en conjunto con su hermana Flora: Journal à quatre mains (1958), novela autobiográfica sobre el período de la Ocupación.
Fue miembro del jurado del Festival de Cannes en 1977.
Colaboró en varias publicaciones: ELLE, Parents, Marie Claire, etc. En 1978, Benoîte Groult y Claude Servan-Schreiber fundaron una revista mensual feminista: F Magazine, para la cual escribió los artículos editoriales.
Entre 1984 y 1986, asumió la presidencia del comité responsable de la feminización de los nombres de profesiones y funciones, etc. en Francia. Este comité fue creado por Yvette Roudy, entonces Ministra de Derechos de la Mujer. Varios gramáticos, lingüistas y escritores trabajaron en este comité y un decreto de feminización fue publicado en el Boletín Oficial en marzo de 1986.
Fue miembro del jurado de Fémina desde 1982. Fue miembro del comité honorario de la Asociación para el Derecho a Morir con Dignidad (ADMD).
En 2011 donó sus archivos al Centro de Archivos del Feminismo que forma parte de la Biblioteca universitaria de la Universidad de Angers. 

## Vida personal
Se casó tres veces. En 1944, contrajo matrimonio con el estudiante de medicina Pierre Heuyer, quien murió poco después de tuberculosis. En 1951, se casó con el periodista Georges de Caunes con quien tuvo dos hijas, Blandine (1946) y Lison (1949). Más tarde se casó con el escritor Paul Guimard (1921-2004). La pareja tuvo una hija, Constance en 1953.
Tuvo una casa de vacaciones en Derrynane (República de Irlanda) y pasó el verano allí desde 1977 hasta 2003. El presidente francés François Mitterrand la visitó en 1988.

## Escritura
Antes de publicar su propio libro en 1972, escribió tres libros conjuntamente con su hermana menor, Flora.
Como Benoîte Groult era feminista, sus novelas y ensayos sociales psicológica e históricamente sólidos a menudo tratan temas como la historia del feminismo, la discriminación de las mujeres y la misoginia.
Su vida y obra lo convierten en un testigo privilegiado de la agitación social en las relaciones entre los hombres y las mujeres que han marcado el sigloXX. Su feminismo, declarado demasiado tarde, es una clave esencial para leer su viaje, un identificador de su personalidad. Ainsi soit-elle (1975), un ensayo feminista que vendió 1 millón de copias, habla de su conversión y presenta en líneas generales el feminismo de la época. Ella fue la primera en denunciar públicamente la mutilación genital femenina.
Su novela Les vaisseaux du cœur, publicada en 1988, llamada pornográfica por algunos debido a sus representaciones sexuales explícitas de una relación tormentosa entre una mujer intelectual parisina y un pescador de Bretaña, se convirtió en un éxito de ventas y traducido a 27 idiomas. Una adaptación cinematográfica fue filmada por Andrew Birkin en 1992 como La piel del deseo.
Mon evasion, es su autobiografía donde transmite con un estilo reflexivo pero directo su trayectoria en el feminismo, la sexualidad y la escritura.
Publicó veinte novelas y numerosos ensayos sobre feminismo.

## Libros
- Journal à quatre mains (1958), novela escrita con su hermana Flora Groult
- Le Féminin pluriel (1965), novela escrita con su hermana Flora Groult
- Il était deux fois (1967), novela escrita con su hermana Flora Groult. Traducción al español: Erase dos veces. Plaza & Janés. ISBN 978-84-01-30039-4
- La Part des choses (1972), novela
- Ainsi soit-elle (1975), ensayo sobre la condición femenina. Traducción al español: Así sea ella. Argos Vergara, ISBN 978-84-7017-553-4
- Le Féminisme au masculin (1977), ensayo sobre las feministas
- La Moitié de la terre (1981), ensayo
- Les Trois Quarts du temps (1983), novela. Traducción al español: Casi toda una vida. Punto de lectura, 2002. ISBN 978-84-663-0755-0
- Olympe de Gouges (1986), textos reunidos y presentados por Benoîte Groult
- Les Vaisseaux du cœur (1988), novela. Traducciones al español: El amante del mar. Grijalbo, 1989. ISBN 9788425320552 / Los naufragios del corazón. Libros del Asteroide, 2019. ISBN 9788417007966
- Pauline Roland ou Comment la liberté vint aux femmes (1991), biografía
- Cette mâle assurance (1994), ensayo sobre la misoginia
- Histoire d'une évasion (1997), ensayo autobiográfico
- La Touche étoile (2006) Traducción al español: Pulsa la estrella. Alianza, 2008. ISBN 9788420682440
- Mon évasion : autobiographie (2008)
- Romans (2009)
- Ainsi soit Olympe de Gouges Grasset (2013)
- Um toque na estrela (2009)
- Journal d'Irlande: Carnets de pêche et d'amour, texte établi et préfacé par Blandine de Caunes, Grasset 2018.

## Premios

### Condecoraciones
- Gran Oficial de la Legión de Honor. Se convirtió en caballero el 10 de junio de 1986, ascendida a oficial en 13 de julio de 1994, a comandante el 2 de abril de 2010, y finalmente elevada a la dignidad de gran oficial el 25 de marzo de 2016.[9]
- Gran Oficial de la Orden Nacional del Mérito. Condecorada el 14 de noviembre de 2013, con motivo del cincuentenario de la Orden Nacional del Mérito por el presidente François Hollande. Había sido promovida directamente al rango de Comandante el 14 de mayo de 1998 para recompensar sus cincuenta y siete años de actividad literaria.

### Honores
- Ciudadana honoraria de la ciudad de Roanne el 7 de marzo de 2010.